# 성남송현초등학교
성남송현초등학교는 대한민국 경기도 성남시 분당구에 있는 공립 초등학교이다.

## 학교 연혁
- 2008.03.10 성남송현초등학교 시설 계획 승인
- 2009.03.01 성남송현초등학교 개교
- 2009.03.01 8학급 편성(초등6학급, 유치원 2학급)
- 2009.03.01 초대 최병권 교장 취임
- 2009.03.02 시업식, 입학식
- 2009.03.03 학교급식 실시
- 2009.03.12 교가 작사, 작곡(작사: 최병권, 작곡: 박연주)
- 2009.03.13 유치원 입학식
- 2009.05.12 개교 기념식(초등13학급, 유치원 2학급)
- 2010.02.09 유치원 제1회 졸업식
- 2010.02.11 제1회 졸업식(남62, 여52, 계124)
- 2010.03.01 33학급 편성(초등30학급, 유치원 2학급, 특수1학급)
- 2010.03.02 시업식, 입학식
- 2010.03.17 35학급 편성(초등 32학급, 유치원 2학급, 특수 1학급)
- 2011.02.16 제2회 졸업식
- 2011.03.01 35학급 편성(초등 32학급, 유치원 2학급, 특수 1학급)
- 2011.03.01 제2대 오양기 교장 취임
- 2011.03.02 시업식, 입학식
- 2011.03.07 유치원 입학식
- 2011.07.07 37학급 편성(초등 34학급, 유치원 2학급, 특수 1학급)
- 2012.02.13 유치원 제3회 졸업식
- 2012.02.15 제 3회 졸업식
- 2012.03.01 41학급 편성(초등38학급, 유치원 2학급, 특수 1학급)
- 2012.03.07 유치원 입학식
- 2013.02.13 유치원 제4회 졸업식
- 2013.02.15 제4회 졸업식
- 2013.03.01 42학급 편성(초등 38학급, 유치원 3학급, 특수 1학급)
- 2013.03.04 시업식, 입학식
- 2013.03.07 유치원 입학식
- 2013.09.01 제3대 박관신 교장 취임
- 2014.02.14 유치원 제5회 졸업식
- 2014.02.18 제5회 졸업식
- 2014.03.01 46학급 편성(초등41학급, 유치원3학급, 특수2학급)
- 2014.03.03 시업식, 입학식
- 2014.03.05 유치원 입학식
- 2015.02.12 유치원 제6회 졸업식
- 2015.02.16 제6회 졸업식
- 2015.03.01 47학급 편성(초등42학급, 유치원3학급, 특수2학급)
- 2015.03.02 시업식, 입학식
- 2015.03.04 유치원 입학식
- 2016.02.12 유치원 제7회 졸업식
- 2016.02.15 제7회 졸업식(졸업생 누계 1,235명)
- 2016.03.01 제4대 이경자 교장 취임
- 2016.03.01 초등43학급, 특수1학급, 유치원3학급 편성
- 2016.03.02 시업식, 입학식
- 2016.03.04 유치원 입학식